# Efraim Aizikovici
Efraim Aizikovici (în idiș אפֿרים אײַזיקאָװיטש‏; în rusă Фроим Айзикович; n. 15 octombrie 1901, Leova, Imperiul Rus – d. 12 martie 1974, Israel) a fost un evreu basarabean, poet și prozator român și israelian. 

## Biografie
S-a născut în târgul Leova din ținutul Bender, gubernia Basarabia (Imperiul Rus), într-o familie săracă. A studiat în hederul din localitatea natală, după care a început să lucreze într-un magazin, ulterior, ca muncitor la o fabrică. La vârsta de doisprezece ani a plecat la Odesa, apoi la Chișinău, unde a continuat să lucreze ziua și să studieze seara. În 1919 a promovat examenele de bacalaureat și a intrat la Facultatea de Medicină a Universității din București. După absolvirea universității în 1927, a început să practice ca medic. A participat la activitățile partidului muncitor sionist „Poalei Sion”. În timpul celui de-Al Doilea Război Mondial a slujit ca medic militar în Armata Sovietică, după demobilizare s-a întors la Chișinău, în 1946 s-a repatriat în România și s-a stabilit la București. Familia care a rămas în Leova a pierit în timpul războiului. În 1957 a emigrat în Israel, unde s-a stabilit în Ramat Gan.
A început să publice poezie și proză în anii postbelici în periodicele românești în idiș. În 1948 a luat parte la colecția „IKUF-Bleter” (București). A fost autor al mai multor colecții de poezii, nuvele și proză documentară publicate în București și Israel.

## Cărți
- טונקל און ליכט  („Întuneric și lumină”, poezii). București: Editura de stat, 1948.
- אױפֿן װעג: לידער  („Pe drum”, poezii). București: Editura de stat, 1950. — 78 p.[2].
- שפּורן: אױף די חורבֿות פֿון דער ייִדישער בעסאַראַביע („Urme: pe ruinele Basarabiei evreiești”, poezii). Tel Aviv, 1958. — 44 p.[3].
- לידער („Lider”, poezii). Tel Aviv: Poali, 1962. — 255 p.[4].
- װי אַנדערש — נעכטן און הײַנט („Cum altfel, ieri și azi”, povești și fragmente din romanul „La Prut”). Bnei Brak: Поали, 1967. — 266 p.[5].
- ס'איז מיר באַשערט  („Îmi este destinat”, poezii). Bnei Brak, 1969. — 50 p.